# Buchstabiertafel

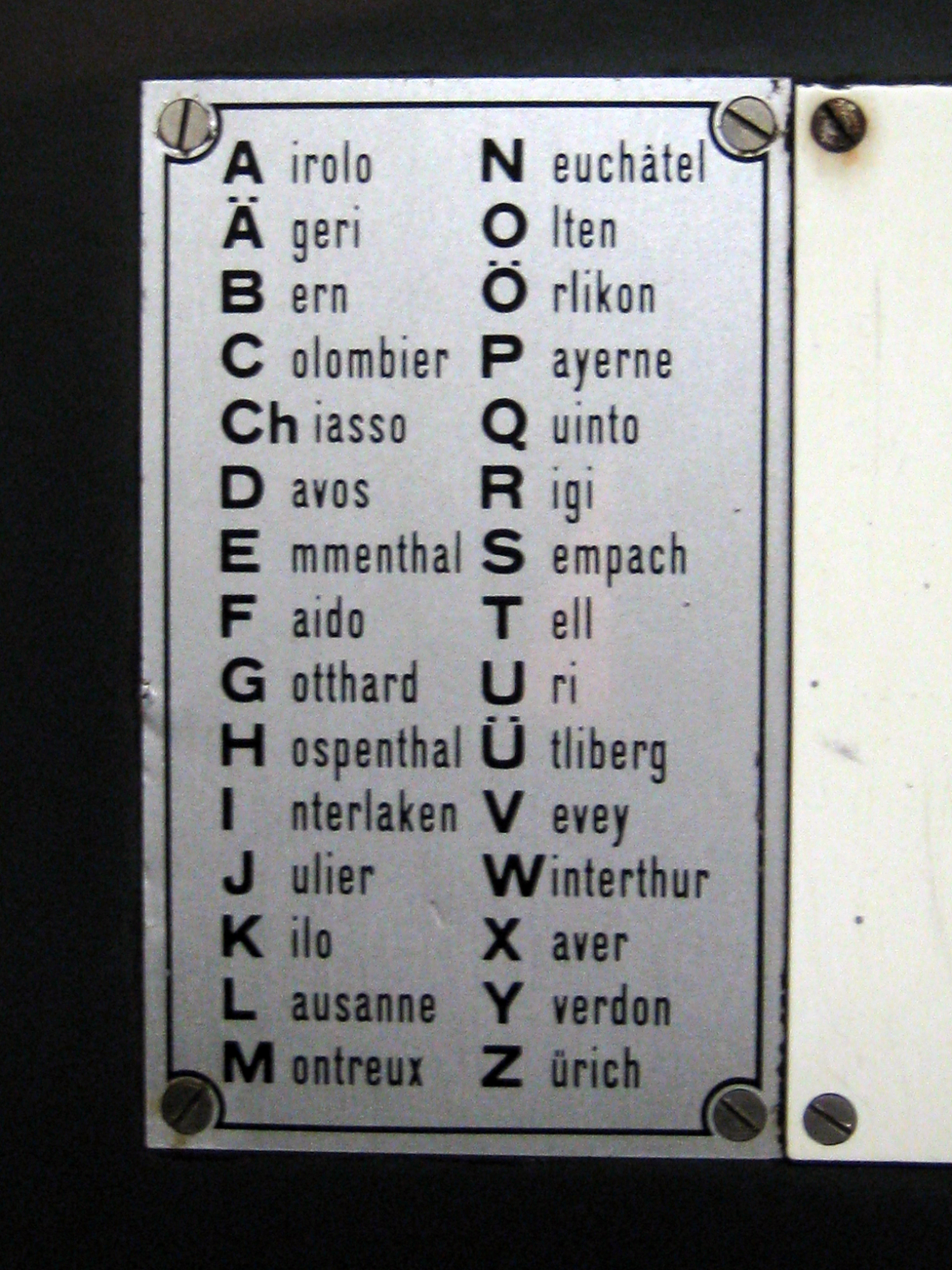
Ältere Version der Schweizer Buchstabiertafel an einem Militärtelefon

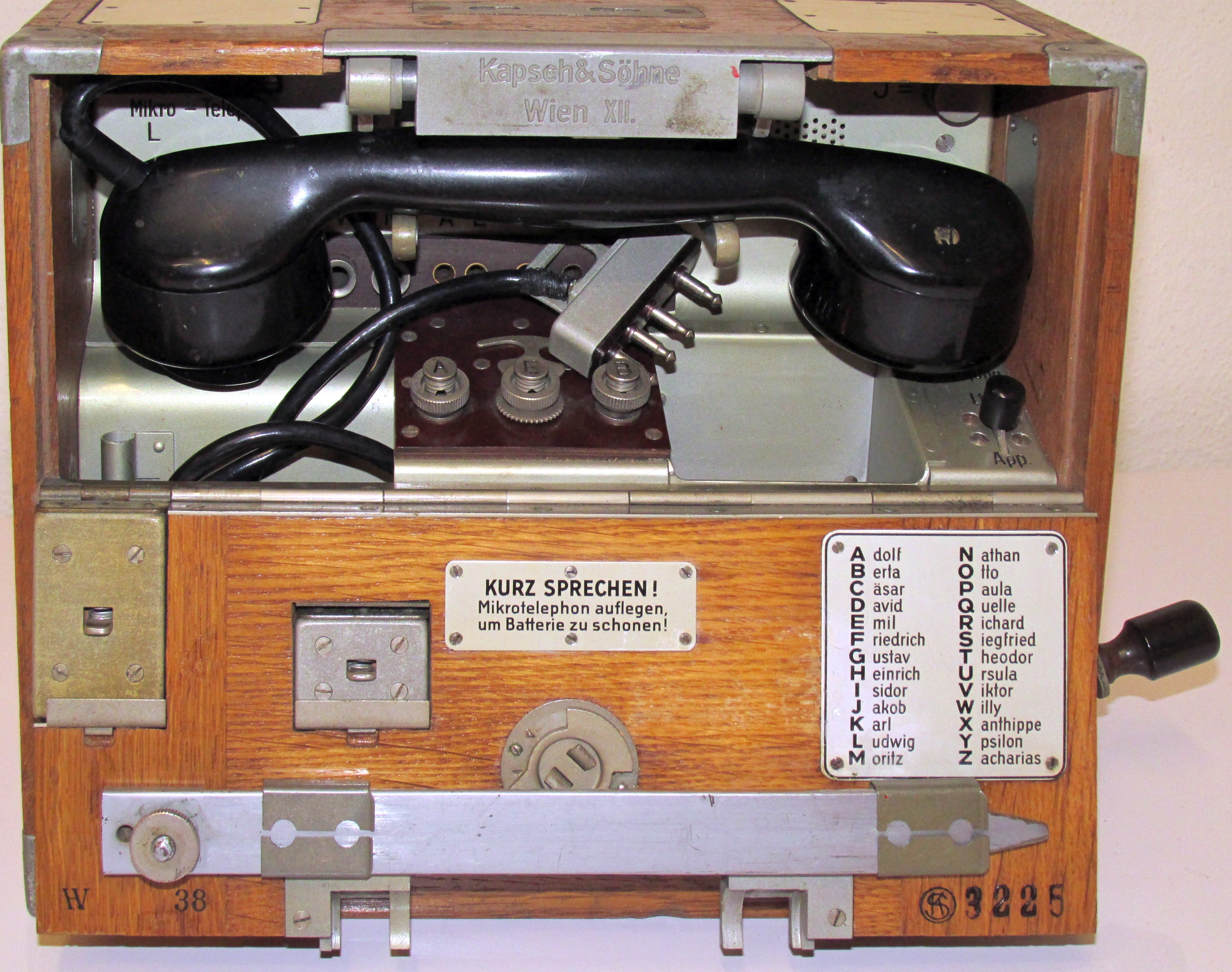
Feldfernsprecher M35, produziert 1934–1938 von Kapsch & Söhne für das österreichische Militär, mit Buchstabiertafel auf dem Gehäuse

Eine Buchstabiertafel (oder Buchstabieralphabet, Telefonalphabet, Funkalphabet, Fliegeralphabet, Kaufmännisches Alphabet) erleichtert das Buchstabieren von Wörtern (speziell Eigennamen und Fachausdrücken), indem sie jedem Buchstaben des verwendeten Alphabets ein Ansagewort zuordnet. Beim Buchstabieren werden dann diese Ansagewörter anstelle der Buchstabennamen genannt.
Eine der gebräuchlichsten modernen Buchstabiertafeln, auch als NATO-Alphabet bekannt, ist die von der ICAO (International Civil Aviation Organization, deutsch Internationale Zivilluftfahrtorganisation) verwendete folgende Tafel:
| –        | Alfa   | Bravo   | Charlie | Delta  | Echo   | Foxtrot |
| Golf     | Hotel  | India   | Juliett | Kilo   | Lima   | Mike    |
| November | Oscar  | Papa    | Quebec  | Romeo  | Sierra | Tango   |
| Uniform  | Victor | Whiskey | X-ray   | Yankee | Zulu   | –       |

Beispielsweise wird „Wikipedia“ mit Hilfe dieser Tafel buchstabiert als: „Whiskey India Kilo India Papa Echo Delta India Alfa“.

## Allgemeines
Bei der Auswahl von Ansagewörtern soll darauf geachtet werden, dass jedes Wort von jedem anderen möglichst verschieden ist, um Missverständnisse auch bei schlechter oder unvollständiger Übermittlung auszuschließen. Einsilbige Wörter werden daher zumeist vermieden und Wörter mit möglichst unterschiedlicher Betonung und unterschiedlichem Klang gewählt. Bei internationalen Tabellen muss zudem sichergestellt werden, dass die benutzten Wörter von Sprechern jeder Muttersprache ohne besonderes Training sowohl ausgesprochen werden können als auch beim Hören erkannt werden.

## Deutscher Sprachraum
Die folgende Tabelle vergleicht die mit Stand Mai 2022 aktuell in deutschsprachigen Ländern allgemein verwendeten Buchstabiertafeln untereinander. Dazu gehört auch das ICAO-Alphabet, das beispielsweise im Militärwesen allgemein verwendet wird  A.1 und gemäß der DIN 5009 auch in Wirtschaft und Verwaltung verwendet werden kann, wenn es so von den ansagenden und hörenden Personen gewünscht wird.
| Buch- stabe | Deutschland                                                                | Deutschland                             | Österreich                            | Österreich                                 | Schweiz A.2        | Internationale Buchstabiertafel der ICAO (u. a. verwendet von NATO, ITU, ARRL) | Internationale Buchstabiertafel der ICAO (u. a. verwendet von NATO, ITU, ARRL) | Internationale Buchstabiertafel der ICAO (u. a. verwendet von NATO, ITU, ARRL) |
| Buch- stabe | Deutsche Buchstabiertafel für Wirtschaft und Verwaltung (DIN 5009:2022-06) | Postalische Buchstabiertafel von 1950 a | Buchstabier- tabelle der GSÖD ab 2025 | ÖNORM A 1081, bis 2019, ohne Nachfolgenorm |                    | Wort                                                                           | Aussprache (IPA) g                                                             | Aussprache- hinweis h                                                          |
| ----------- | -------------------------------------------------------------------------- | --------------------------------------- | ------------------------------------- | ------------------------------------------ | ------------------ | ------------------------------------------------------------------------------ | ------------------------------------------------------------------------------ | ------------------------------------------------------------------------------ |
| A           | Aachen                                                                     | Anton                                   | Anna                                  | Anton                                      | Anna               | Alfa                                                                           | ˈælfa                                                                          | AL FAH                                                                         |
| Ä           | b                                                                          | Ärger                                   | Ärmel                                 | Ärger                                      | Äsch (Aesch)       |                                                                                |                                                                                |                                                                                |
| B           | Berlin                                                                     | Berta                                   | Bernhard                              | Berta                                      | Berta              | Bravo                                                                          | ˈbɹaːvo                                                                        | BRAH VOH                                                                       |
| C           | Chemnitz                                                                   | Cäsar                                   | Cäsar                                 | Cäsar                                      | Cäsar, Charly      | Charlie                                                                        | ˈtʃɑːli oder ˈʃɑːli                                                            | CHAR LEE oder SHAR LEE                                                         |
| Ch          | c                                                                          | Charlotte                               | China                                 | Charlotte e (Christine) f                  | Chiasso            |                                                                                |                                                                                |                                                                                |
| D           | Düsseldorf                                                                 | Dora                                    | David                                 | Dora                                       | Daniel             | Delta                                                                          | ˈdɛltɑ                                                                         | DELL TAH                                                                       |
| E           | Essen                                                                      | Emil                                    | Emma                                  | Emil                                       | Emil               | Echo                                                                           | ˈɛko                                                                           | ECK OH                                                                         |
| F           | Frankfurt                                                                  | Friedrich                               | Felix                                 | Friedrich                                  | Friedrich          | Foxtrot                                                                        | ˈfɔkstɹɔt                                                                      | FOKS TROT                                                                      |
| G           | Goslar                                                                     | Gustav                                  | Georg                                 | Gustav                                     | Gustav             | Golf                                                                           | ˈɡɔlf                                                                          | GOLF                                                                           |
| H           | Hamburg                                                                    | Heinrich                                | Hannes                                | Heinrich                                   | Heinrich           | Hotel                                                                          | hoːˈtɛl                                                                        | HO TELL                                                                        |
| I           | Ingelheim                                                                  | Ida                                     | Ida                                   | Ida                                        | Ida                | India                                                                          | ˈɪndiɑ                                                                         | IN DEE AH                                                                      |
| J           | Jena                                                                       | Julius                                  | Jakob                                 | Julius (Johann) f                          | Jakob              | Juliett                                                                        | ˌdʒuːliˈɛt                                                                     | JEW LEE ETT                                                                    |
| K           | Köln                                                                       | Kaufmann                                | Karin                                 | Konrad                                     | Kaiser             | Kilo                                                                           | ˈkiːlo                                                                         | KEY LOH                                                                        |
| L           | Leipzig                                                                    | Ludwig                                  | Leo                                   | Ludwig                                     | Leopold            | Lima                                                                           | ˈliːmɑ                                                                         | LEE MAH                                                                        |
| M           | München                                                                    | Martha                                  | Marie                                 | Martha                                     | Marie              | Mike                                                                           | ˈmai̯k                                                                          | MIKE                                                                           |
| N           | Nürnberg                                                                   | Nordpol                                 | Nora                                  | Nordpol (Norbert) f                        | Niklaus            | November                                                                       | noˈvɛmbə                                                                       | NO VEM BER                                                                     |
| O           | Offenbach                                                                  | Otto                                    | Otto                                  | Otto                                       | Otto               | Oscar                                                                          | ˈɔskɑ                                                                          | OSS CAH                                                                        |
| Ö           | b                                                                          | Ökonom                                  | Österreich                            | Österreich                                 | Örlikon (Oerlikon) |                                                                                |                                                                                |                                                                                |
| P           | Potsdam                                                                    | Paula                                   | Peter                                 | Paula                                      | Peter              | Papa                                                                           | paˈpa                                                                          | PAH PAH                                                                        |
| Q           | Quickborn                                                                  | Quelle                                  | —                                     | ku                                         | Quasi              | Quebec                                                                         | keˈbɛk                                                                         | KEH BECK                                                                       |
| Qu          | c                                                                          | —                                       | Quelle                                | Quelle                                     | —                  |                                                                                |                                                                                |                                                                                |
| R           | Rostock                                                                    | Richard                                 | Rosa                                  | Richard                                    | Rosa               | Romeo                                                                          | ˈɹoːmiˌo                                                                       | ROW ME OH                                                                      |
| S           | Salzwedel                                                                  | Samuel (Siegfried) d                    | Sarah                                 | Siegfried                                  | Sophie             | Sierra                                                                         | siˈɛɹa                                                                         | SEE AIR RAH                                                                    |
| Sch         | c                                                                          | Schule                                  | Schule                                | Schule                                     | —                  |                                                                                |                                                                                |                                                                                |
| ẞ           | Eszett                                                                     | Eszett                                  | scharfes S                            | scharfes S                                 | —                  |                                                                                |                                                                                |                                                                                |
| T           | Tübingen                                                                   | Theodor                                 | Tina                                  | Theodor                                    | Theodor            | Tango                                                                          | ˈtæŋgo                                                                         | TANG GO                                                                        |
| U           | Unna                                                                       | Ulrich                                  | Udo                                   | Ulrich                                     | Ulrich             | Uniform                                                                        | ˈjuːnifɔːm oder ˈuːnifɔːm                                                      | YOU NEE FORM oder OO NEE FORM                                                  |
| Ü           | b                                                                          | Übermut (Übel) d                        | Übung                                 | Übel                                       | Übermut            |                                                                                |                                                                                |                                                                                |
| V           | Völklingen                                                                 | Viktor                                  | Vera                                  | Viktor                                     | Viktor             | Victor                                                                         | ˈvɪktɑ                                                                         | VIK TAH                                                                        |
| W           | Wuppertal                                                                  | Wilhelm                                 | Walter                                | Wilhelm                                    | Wilhelm            | Whiskey                                                                        | ˈwɪski                                                                         | WISS KEY                                                                       |
| X           | Xanten                                                                     | Xanthippe                               | Xaver                                 | Xaver                                      | Xaver              | X-ray                                                                          | ˈɛksɹeɪ̯                                                                        | ECKS RAY                                                                       |
| Y           | Ypsilon                                                                    | Ypsilon                                 | Ypsilon                               | Ypsilon                                    | Yverdon            | Yankee                                                                         | ˈjæŋki                                                                         | YANG KEY                                                                       |
| Z           | Zwickau                                                                    | Zacharias (Zeppelin) d                  | Zita                                  | Zürich (Zeppelin) f                        | Zürich             | Zulu                                                                           | ˈzuːluː                                                                        | ZOO LOO                                                                        |

Erläuterungen:
Anmerkungen:

### Grundlagen und Verwendung

#### Deutschland
Für Diktate zitierte die bis Mai 2022 gültige Fassung von 1996 der deutschen Norm DIN 5009 „Diktierregeln“ die „postalische Buchstabiertafel“ in der Fassung von 1950 mit der Ergänzung „Eszett“ für „ß“.
Für den Fernmeldebetriebsdienst der Behörden und Organisationen mit Sicherheitsaufgaben (BOS) gilt sie mit Stand Mai 2022 auch nach Erscheinen der neuen Fassung der DIN 5009 weiterhin, zumal die für Wirtschaft und Verwaltung gedachte DIN 5009 hier keine Änderung einfordern, sondern höchstens anregen will.
In der Luftfahrt (ICAO), im Fernmeldeverkehr zu militärischen Dienststellen und im Warndienst wird dagegen die internationale Buchstabiertafel der ICAO verwendet.

#### Österreich
In Österreich war das Buchstabieralphabet in der ÖNORM A 1081 „Richtlinien für die Diktiersprache“ genormt (gleichlautend in den Versionen 1985 und 2010). Diese ÖNORM wurde 2019 vom Austrian Standards International (vormals Österreichisches Normungsinstitut) ersatzlos zurückgezogen.
2025 wurde im Österreichischen Wörterbuch eine österreichische Buchstabiertabelle veröffentlicht.

### Geschichte

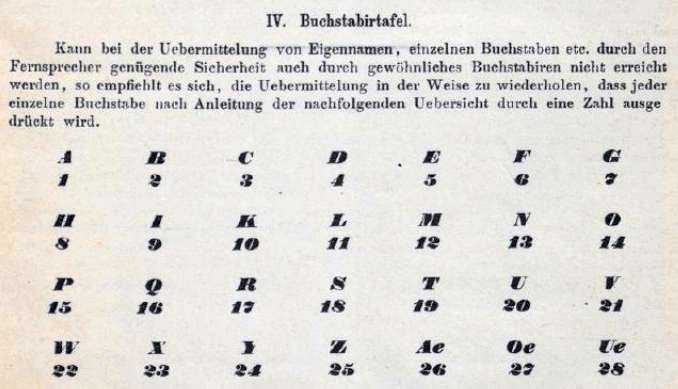
Buchstabiertafel im Berliner Telefonbuch von 1895 mit Zahlenzuordnung

#### Anfänge
Die Geschichte der ersten deutschen Buchstabiertafel, auch deutsches Telefonalphabet genannt, beginnt mit dem Berliner Telefonbuch in der Ausgabe von 1890 (die Erst-Ausgabe erschien im April 1881). Damals wurden den Buchstaben einfach Zahlen zugeordnet. Maier hat man also Dreizehn, Eins, Neun, Fünf, Achtzehn buchstabiert. Seit 1903 gab es Namen für Buchstaben, dieses Konzept ist sowohl mnemotechnisch überlegen als auch entspricht es dem eigentlichen Zweck besser: präzise Textinformationen störungstolerant weiterzugeben. Maier wurde ab 1903 Marie, Albert, Isidor, Emil, Richard buchstabiert. Von kleinen Korrekturen und Ergänzungen abgesehen, tat sich in den nächsten zwanzig Jahren nicht viel, auch wenn das Militär versuchte, sein eigenes, abweichendes Telefonalphabet als allgemeinen Standard durchzusetzen.

#### Änderung 1934 unter dem NS-Regime

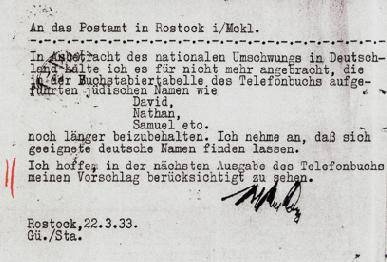
Postkarte von Joh. Schliemann vom 22. März 1933

Die Postkarte eines gewissen Joh. Schliemann vom 22. März 1933 gab den Anlass zu einer Änderung der Buchstabiertafel im Sinne der NS-Ideologie. Diese Karte wurde am 24. März mit folgender Notiz an die Oberpostdirektion Schwerin weitergeleitet:

„Anliegend wird ein Schreiben des hiesigen Teilnehmers Joh. Schliemann – 2155/56 – wegen Ausmerzen der in der Buchstabiertafel auf Seite 5 des Fernsprechbuches enthaltenen jüdischen Namen vorgelegt.“

Postkarte und Notiz gingen einen Tag später mit einem Begleitschreiben an die Oberpostdirektion Berlin:

„Es [das Anschreiben aus Rostock] verkennt hierbei indes, daß es sich um Namen von Männern des alten Testaments handelt, die später nicht nur von Juden, sondern vielfach auch von allgemein angesehenen Männern beider christlicher Konfessionen getragen worden sind. Bei Ausräumung dieser Namen aus der Buchstabiertafel zum augenblicklichen Zeitpunkt kann mit Sicherheit angenommen werden, daß diese Maßnahme nicht nur bei dem Judentum Anstoß erregen, sondern auch bei den Angehörigen der beiden christlichen Konfessionen nicht überall Verständnis finden wird und möglicherweise auch im Ausland Angriffe zufolge haben würde, die der nationalen Bewegung in Deutschland nicht dienlich sind. Die OPD erachtet daher eine Änderung in der angestrebten Weise zum mindesten jetzt noch nicht für angebracht und beabsichtigt, den Antragsteller durch das Postamt Rostock dahingehend im Wege mündlicher Besprechung bescheiden zu lassen. […]“

Die Angelegenheit landete schließlich am 31. März 1933 auf dem Schreibtisch des Beamten Neugebauer, der einer Änderung aufgeschlossen gegenüberstand. Er veranlasste den Test nichtjüdischer Namen und am 22. April wurden die Änderungsvorschläge Dora, Julius, Nikolaus, Siegfried und Zeppelin veröffentlicht. Die befürchteten Reaktionen blieben nicht aus, wie hier in der Antwort der Oberpostdirektion auf eine Beschwerde des Reichstagsabgeordneten Jakob Sprenger zu sehen ist:

„Sehr geehrter Herr Reichsstatthalter!
 Die Anregungen, die Buchstabiertafel für den Inlandverkehr von allen biblischen Namen zu reinigen, sind nicht nur von meiner Dienststelle, sondern daneben auch vom Publikum ausgegangen. Auch heute noch gehen Änderungsvorschläge ein, welche die lebhafte Anteilnahme des Publikums an einer Änderung der Buchstabiertafel zeigen. […]“

Die im Telefonbuch von 1934 dokumentierten Änderungen sind in der untenstehenden Tabelle zu sehen (in Gelb: Änderung auf neues Wort; in Blau: Änderung auf den Stand von 1905). In Österreich wurde keiner der ursprünglichen biblischen Namen wiedereingeführt. In der 2019 ohne Nachfolgedokument zurückgezogenen ÖNORM 1081 „Richtlinien für das Phonodiktat“ waren insgesamt sieben Zeichen unterschiedlich zur bis 2021 gültigen Fassung der deutschen Norm benannt.

#### Überarbeitung ab 2019
Im November 2019 forderte der baden-württembergische Beauftragte gegen Antisemitismus, Michael Blume, dass auch das „N“ in der DIN 5009 wieder durch das ursprüngliche „Nathan“ ersetzt wird. Auf diese Anregung hin bestätigte das Deutsche Institut für Normung, die Regelung bereits 2020 und damit früher als eigentlich geplant zu überprüfen.
Ende November 2020 beschloss der zuständige Arbeitsausschuss, eine neue Buchstabiertafel zu erarbeiten, die auf Städtenamen basiert.
Gleichzeitig wurde beschlossen, im Normtext zusätzlich eine „Fassung 2020“ symbolisch darzustellen, die auf die Fassung von 1926 zurückgeht und wieder alle durch das NS-Regime getilgten Vornamen und Begriffe aufnimmt, dabei aber die aktuelle Rechtschreibung verwendet und die Lücken für Ch, Sch und ß mit den Werten aus der Tabelle von 1950 auffüllt. Dies wurde in der Presse teilweise so kommuniziert, dass der DIN-Ausschuss bis zur Veröffentlichung der neuen Normfassung die Verwendung der „Weimarer Fassung“ empfehle. Dies trifft insoweit nicht zu, als ein Norm-Entwurf für die Zeit vor dem Inkrafttreten der schlussendlichen Fassung keine normative Kraft (auch nicht auf der Ebene der Empfehlungen) entfalten kann.
Am 30. Juli 2021 wurde der Entwurf einer Neufassung der DIN 5009 mit dem Titel „Text- und Informationsverarbeitung für Büroanwendungen – Ansagen und Diktieren von Texten und Schriftzeichen“ herausgegeben. Dieser Entwurf enthält normativ eine neue „Deutsche Buchstabiertafel für Wirtschaft und Verwaltung“ sowie informativ in einem Anhang „Postalische Buchstabiertafel“ eine „Fassung 2020 ohne NS-Eingriffe“ als symbolische Darstellung. Diese Norm-Entwurfsfassung (einschließlich der genannten Buchstabiertafeln) war bis Ende September 2021 auf dem DIN-Entwurfsportal öffentlich einsehbar und konnte dort von jedermann kommentiert werden. Alle dort eingegangenen Kommentare wurden von dem zuständigen DIN-Ausschuss bearbeitet. Die daraus resultierende Neufassung der DIN 5009 erschien am 13. Mai 2022 als DIN 5009:2022-06 und enthält auch Buchstabierregeln für diakritische Zeichen und im Deutschen nicht übliche Sonderbuchstaben (wie ł, ø oder þ).

### Tabelle mit historischen, aktuellen und diskutierten Versionen
| Buch- stabe | Deutsches Kaiserreich 1905 | Weimarer Republik 1926 | NS-Regime 1934 | Bundesrepublik Deutschland 1948/1950, DIN 5009 (1983/1996) | „Fassung 2020 ohne NS-Eingriffe“ symbolisch dargestellt in DIN 5009:2022-06 | DDR       | Deutsche Buchstabiertafel für Wirtschaft und Verwaltung | Deutsche Buchstabiertafel für Wirtschaft und Verwaltung |
| Buch- stabe | Deutsches Kaiserreich 1905 | Weimarer Republik 1926 | NS-Regime 1934 | Bundesrepublik Deutschland 1948/1950, DIN 5009 (1983/1996) | „Fassung 2020 ohne NS-Eingriffe“ symbolisch dargestellt in DIN 5009:2022-06 | DDR       | DIN-Entwurf Juli 2021                                   | DIN 5009:2022-06                                        |
| ----------- | -------------------------- | ---------------------- | -------------- | ---------------------------------------------------------- | --------------------------------------------------------------------------- | --------- | ------------------------------------------------------- | ------------------------------------------------------- |
| A           | Albert                     | Albert                 | Anton          | Anton                                                      | Albert                                                                      | Anton     | Augsburg a                                              | Aachen                                                  |
| Ä           | Ärger                      | Änderung               | Ärger          | Ärger                                                      | Änderung                                                                    | Ärger     | Umlaut-A                                                | Umlaut Aachen                                           |
| B           | Berta                      | Bernhard               | Bruno          | Berta                                                      | Bernhard                                                                    | Berta     | Berlin a                                                | Berlin a                                                |
| C           | Cäsar                      | Cäsar                  | Cäsar          | Cäsar                                                      | Cäsar                                                                       | Cäsar     | Cottbus b                                               | Chemnitz                                                |
| Ch          | –                          | –                      | Charlotte      | Charlotte                                                  | Charlotte                                                                   | Charlotte | Chemnitz b                                              | Chemnitz Hamburg f                                      |
| D           | David                      | David                  | Dora           | Dora                                                       | David                                                                       | Dora      | Düsseldorf a                                            | Düsseldorf a                                            |
| E           | Emil                       | Emil                   | Emil           | Emil                                                       | Emil                                                                        | Emil      | Essen a                                                 | Essen a                                                 |
| F           | Friedrich                  | Friedrich              | Fritz          | Friedrich                                                  | Friedrich                                                                   | Friedrich | Frankfurt a                                             | Frankfurt a                                             |
| G           | Gustav                     | Gustav                 | Gustav         | Gustav                                                     | Gustav                                                                      | Gustav    | Görlitz c                                               | Goslar                                                  |
| H           | Heinrich                   | Heinrich               | Heinz          | Heinrich                                                   | Heinrich                                                                    | Heinrich  | Hannover a                                              | Hamburg                                                 |
| I           | Isidor                     | Ida                    | Ida            | Ida                                                        | Ida                                                                         | Ida       | Iserlohn d                                              | Ingelheim                                               |
| J           | Jacob                      | Jacob                  | Jot            | Julius                                                     | Jakob                                                                       | Julius    | Jena a                                                  | Jena a                                                  |
| K           | Karl                       | Katharina              | Kurfürst       | Kaufmann                                                   | Katharina                                                                   | Konrad    | Köln a                                                  | Köln a                                                  |
| L           | Ludwig                     | Ludwig                 | Ludwig         | Ludwig                                                     | Ludwig                                                                      | Ludwig    | Leipzig a                                               | Leipzig a                                               |
| M           | Marie                      | Marie                  | Marie          | Martha                                                     | Marie                                                                       | Martha    | München a                                               | München a                                               |
| N           | Nathan                     | Nathan                 | Nordpol        | Nordpol                                                    | Nathan                                                                      | Nordpol   | Nürnberg a                                              | Nürnberg a                                              |
| O           | Otto                       | Otto                   | Otto           | Otto                                                       | Otto                                                                        | Otto      | Oldenburg d                                             | Offenbach                                               |
| Ö           | Ökonom                     | Ökonom                 | Öse            | Ökonom                                                     | Ökonom                                                                      | Öse       | Umlaut-O                                                | Umlaut Offenbach                                        |
| P           | Paul                       | Paula                  | Paula          | Paula                                                      | Paula                                                                       | Paula     | Potsdam a                                               | Potsdam a                                               |
| Q           | Quelle                     | Quelle                 | Quelle         | Quelle                                                     | Quelle                                                                      | Quelle    | Quickborn d                                             | Quickborn d                                             |
| R           | Richard                    | Richard                | Richard        | Richard                                                    | Richard                                                                     | Richard   | Regensburg a                                            | Rostock                                                 |
| S           | Samuel                     | Samuel                 | Siegfried      | Samuel                                                     | Samuel                                                                      | Siegfried | Stuttgart a                                             | Salzwedel                                               |
| Sch         | –                          | –                      | Schule         | Schule                                                     | Schule                                                                      | Schule    | Schwerin                                                | Salzwedel Chemnitz Hamburg f                            |
| ẞ           | –                          | –                      | –              | Eszett                                                     | Eszett                                                                      | –         | Eszett                                                  | Eszett                                                  |
| T           | Theodor                    | Theodor                | Toni           | Theodor                                                    | Theodor                                                                     | Theodor   | Tübingen d                                              | Tübingen d                                              |
| U           | Ulrich                     | Ulrich                 | Ulrich         | Ulrich                                                     | Ulrich                                                                      | Ulrich    | Unna d                                                  | Unna d                                                  |
| Ü           | Überfluß                   | Überfluß               | Übel           | Übermut                                                    | Überfluss                                                                   | Übel      | Umlaut-U                                                | Umlaut Unna                                             |
| V           | Viktor                     | Viktor                 | Viktor         | Viktor                                                     | Viktor                                                                      | Viktor    | Vogtland e                                              | Völklingen                                              |
| W           | Wilhelm                    | Wilhelm                | Wilhelm        | Wilhelm                                                    | Wilhelm                                                                     | Wilhelm   | Wuppertal a                                             | Wuppertal a                                             |
| X           | Xantippe                   | Xantippe               | Xantippe       | Xanthippe                                                  | Xanthippe                                                                   | Xanthippe | Xanten d                                                | Xanten d                                                |
| Y           | Ypsilon                    | Ypsilon                | Ypern          | Ypsilon                                                    | Ypsilon                                                                     | Ypsilon   | Ypsilon                                                 | Ypsilon                                                 |
| Z           | Zacharias                  | Zacharias              | Zeppelin       | Zacharias                                                  | Zacharias                                                                   | Zeppelin  | Zwickau a                                               | Zwickau a                                               |

Legende:
- Gelb unterlegte Felder markieren historische Änderungen.
- Blau unterlegte Felder markieren Rückänderungen auf den Stand von 1905.
- Grün unterlegte Felder markieren Rückgriff auf die Fassung von 1926.

Erläuterungen zur Entwurfsfassung und letztendlich genormten Fassung der „Deutschen Buchstabiertafel für Wirtschaft und Verwaltung“:

## Englischsprachig
| Buchstabe | ICAO- Alphabet | ITU 1932   | Britischer Seefunk / JAN | ARRL 1946– 1969 |
| --------- | -------------- | ---------- | ------------------------ | --------------- |
| A         | Alfa           | Amsterdam  | Able                     | Adam            |
| B         | Bravo          | Baltimore  | Baker                    | Baker           |
| C         | Charlie        | Casablanca | Charlie                  | Charlie         |
| D         | Delta          | Danemark   | Dog                      | David           |
| E         | Echo           | Edison     | Easy                     | Edward          |
| F         | Foxtrot        | Florida    | Fox                      | Frank           |
| G         | Golf           | Gallipoli  | George                   | George          |
| H         | Hotel          | Havana     | How                      | Henry           |
| I         | India          | Italia     | Item                     | Ida             |
| J         | Juliett        | Jérusalem  | Jig                      | John            |
| K         | Kilo           | Kilogramme | King                     | King            |
| L         | Lima           | Liverpool  | Love                     | Lewis           |
| M         | Mike           | Madagascar | Mike                     | Mary            |
| N         | November       | New York   | Nan Nutley               | Nancy           |
| O         | Oscar          | Oslo       | Oboe                     | Otto            |
| P         | Papa           | Paris      | Peter                    | Peter           |
| Q         | Quebec         | Québec     | Queen                    | Queen           |
| R         | Romeo          | Roma       | Roger                    | Robert          |
| S         | Sierra         | Santiago   | Samuel/Sail              | Sugar           |
| T         | Tango          | Tripoli    | Tare                     | Thomas          |
| U         | Uniform        | Upsala     | Uncle                    | Uniform         |
| V         | Victor         | Valencia   | Victor                   | Victor          |
| W         | Whiskey        | Washington | William                  | William         |
| X         | X-ray          | Xanthippe  | X-ray                    | X-ray           |
| Y         | Yankee         | Yokohama   | Yoke                     | Young           |
| Z         | Zulu           | Zürich     | Zebra                    | Zebra           |

### Internationale Buchstabiertafel der ICAO (ICAO-Alphabet, NATO-Alphabet)
Diese ist die heute in englischsprachigen Ländern allgemein verwendete Buchstabiertafel. Sie ist von der International Civil Aviation Organization (ICAO) standardisiert im Anhang 10, Band II, Chapter 5, Figure 5-1, zum Abkommen über die internationale Zivilluftfahrt. Dort wird sie als „The Radiotelephony Spelling Alphabet“ bezeichnet.
Sie wird weltweit im internationalen Funkverkehr und häufig in der militärischen Kommunikation der westlichen Streitkräfte (NATO) verwendet. Da die letztgenannte Anwendung weitläufig bekannt ist, wird sie häufig als „NATO-Alphabet“ bezeichnet.
Laut DIN 5009:2022-06 kann sie auch im deutschen Wirtschafts- und Verwaltungswesen anstelle der Deutschen Buchstabiertafel für Wirtschaft und Verwaltung verwendet werden, wenn es so von den ansagenden und hörenden Personen gewünscht wird.

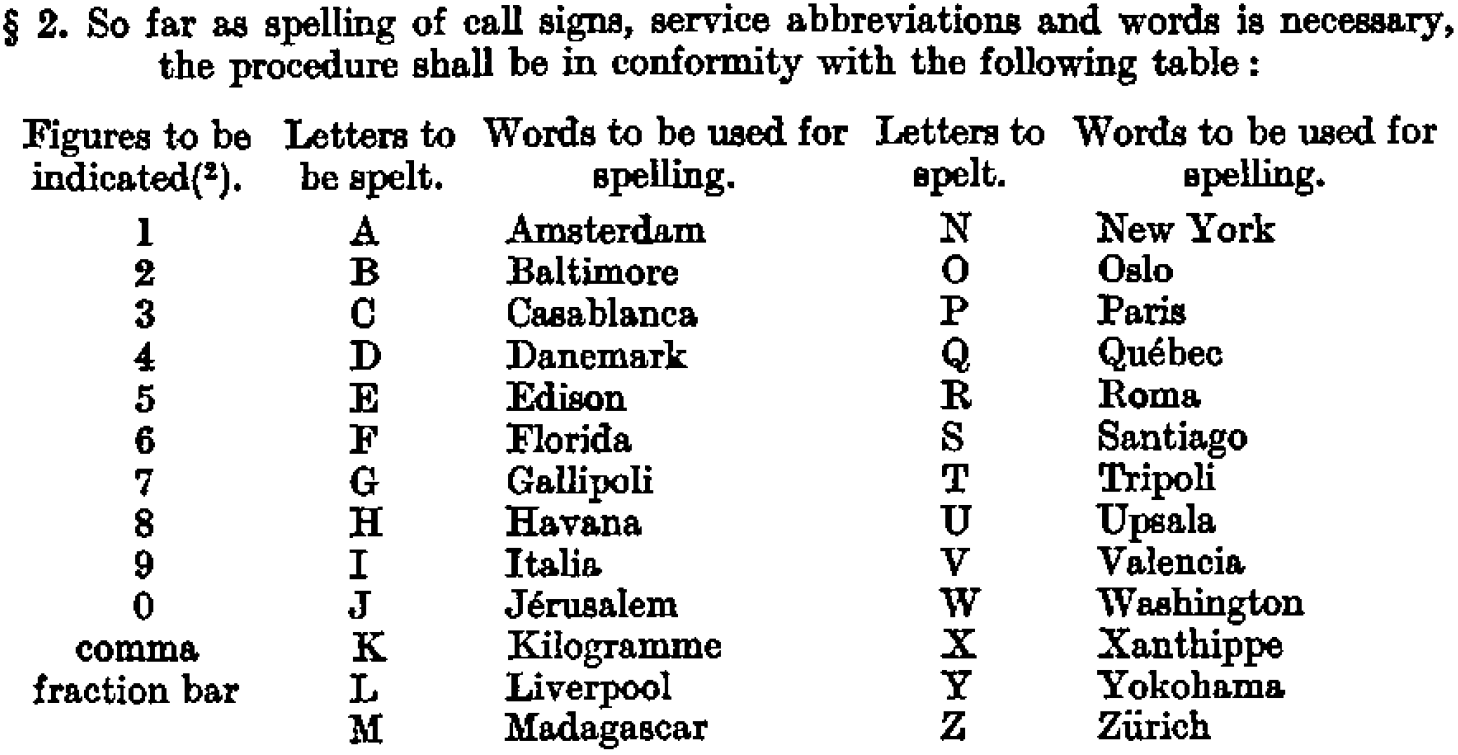
Originaldruck der ITU-Buchstabiertafel 1932

### ITU 1927/1932 (Amsterdam, Baltimore, Casablanca, …)
Die erste international anerkannte Buchstabiertafel wurde 1927 von der ITU eingeführt und nach den gewonnenen Erfahrungen 1932 modifiziert. Die letztgenannte Fassung findet sich beispielsweise gleichlautend im Protokoll der International Radio Conference von 1947 der ITU (ohne die Akzente für „Jerusalem“ und „Quebec“ und ohne die Umlautpunkte für „Zürich“). Sie wurde in der Luftfahrt bis zum Ende des Zweiten Weltkrieges, bei der IMO bis 1965 verwendet.

### JAN (Joint Army/Navy Phonetic Alphabet: Able, Baker, …)
Das Joint Army/Navy Phonetic Alphabet – kurz JAN Phonetic Alphabet – ist eine im Jahr 1941 entwickelte Buchstabiertafel zur einheitlichen Kommunikation in allen Bereichen des US-Militärs. Es war das erste vereinheitlichte Alphabet des US-amerikanischen Militärs. Vor seiner Einführung benutzte jeder Bereich eine eigene Buchstabiertafel, was regelmäßig zu Problemen bei der Kommunikation führte, besonders zwischen Navy und Army.
Die Aussprache der Zahlen entspricht der im ICAO-Alphabet.
Im Jahr 1955 wurde das Joint Army/Navy Phonetic Alphabet durch das ICAO-Alphabet abgelöst.

## Andere Sprachen

### Buchstabiertafeln für Sprachen mit lateinischer Schrift
| Buchstabe | Französisch                 | Französisch                 | Französisch                 | Französisch                 | Italienisch                 | Niederländisch              | Niederländisch              | Türkisch   | Schwedisch seit 1930    | Finnisch | Polnisch                  | Tschechisch                                 | Esperanto (System nach Krause) |
| Buchstabe | Frankreich                  | Belgien                     | Schweiz                     | Québec, Kanada              | Italienisch                 | Niederld.                   | Belgien                     | Türkisch   | Schwedisch seit 1930    | Finnisch | Polnisch                  | Tschechisch                                 | Esperanto (System nach Krause) |
| --------- | --------------------------- | --------------------------- | --------------------------- | --------------------------- | --------------------------- | --------------------------- | --------------------------- | ---------- | ----------------------- | -------- | ------------------------- | ------------------------------------------- | ------------------------------ |
| A         | Anatole                     | Arthur                      | Anna                        | Alice                       | Ancona                      | Anna                        | Arthur                      | Adana      | Adam                    | Aarne    | Adam                      | A Adam Á A s čárkou (dlouhé A)              | Asfalto                        |
| Ä         | –                           | –                           | –                           | –                           | –                           | –                           | –                           | –          | Ärlig                   | Äiti     | –                         | –                                           | –                              |
| Ą         | –                           | –                           | –                           | –                           | –                           | –                           | –                           | –          | –                       | –        | nasales OU (wie frz on~u) | –                                           | –                              |
| B         | Berthe                      | Bruxelles                   | Berthe                      | Berthe                      | Bari                        | Bernard                     | Brussel                     | Bolu       | Bertil                  | Bertta   | Barbara                   | Božena                                      | Barbaro                        |
| C         | Célestine                   | César                       | Cécile                      | Charles                     | Como                        | Cornelis                    | Carolina                    | Ceyhan     | Cesar                   | Celsius  | Celina                    | C Cyril Č Čeněk                             | C Centimetro Ĉ Ĉefo            |
| Ç         | –                           | –                           | –                           | –                           | –                           | –                           | –                           | Çanakkale  | –                       | –        | –                         | –                                           | –                              |
| Ć         | –                           | –                           | –                           | –                           | –                           | –                           | –                           | –          | –                       | –        | Ćma                       | –                                           | –                              |
| D         | Désiré                      | David                       | Daniel                      | David                       | Domodossola                 | Dirk                        | Desiré                      | Denizli    | David                   | Daavid   | Dorota                    | D David Ď Ďáblice                           | Doktoro                        |
| E         | Eugène                      | Émile                       | Émile                       | Édouard                     | Empoli                      | Eduard                      | Emiel                       | Edirne     | Erik                    | Eemeli   | Edward                    | E Emil Ě E s háčkem É E s čárkou (dlouhé E) | Elemento                       |
| Ę         | –                           | –                           | –                           | –                           | –                           | –                           | –                           | –          | –                       | –        | nasales EU (wie frz en~u) | –                                           |                                |
| F         | François                    | Frédéric                    | François                    | François                    | Firenze                     | Ferdinand                   | Frederik                    | Fatsa      | Filip                   | Faarao   | Filip                     | František                                   | Fabriko                        |
| G         | Gaston                      | Gustave                     | Gustave                     | George                      | Genova                      | Gerard                      | Gustaaf                     | Giresun    | Gustav                  | Gideon   | Gustaw                    | Gustav                                      | G Gumo Ĝ Ĝirafo                |
| Ğ         | –                           | –                           | –                           | –                           | –                           | –                           | –                           | yumuşak G  | –                       | –        | –                         | –                                           | –                              |
| H         | Henri                       | Henri                       | Henri                       | Henri                       | Hotel                       | Hendrik                     | Hendrik                     | Hatay      | Helge (Harald vor 1960) | Heikki   | Henryk                    | H Helena Ch Chrudim                         | H Hotelo Ĥ Ĥaoso               |
| İ         | Irma                        | Isidor                      | Ida                         | Isabelle                    | Imola                       | Izaak                       | Isidoor                     | İzmir      | Ivar                    | Iivari   | Ignacy                    | I Ivan Í I s čárkou [dlouhé (měkké) I]      | Insekto                        |
| I         | „i“ ohne Punkt (nur Türkei) | „i“ ohne Punkt (nur Türkei) | „i“ ohne Punkt (nur Türkei) | „i“ ohne Punkt (nur Türkei) | „i“ ohne Punkt (nur Türkei) | „i“ ohne Punkt (nur Türkei) | „i“ ohne Punkt (nur Türkei) | Isparta    |                         |          |                           |                                             |                                |
| J         | Joseph                      | Joseph                      | Jeanne                      | Jacques                     | Juventus                    | Jan                         | Jozef                       | Jandarma   | Johan                   | Jussi    | Józef                     | Josef                                       | J Jubileo Ĵ Ĵurnalo            |
| K         | Kléber                      | Kilogramme                  | Kilo                        | Kilo                        | Kilometro                   | Karel                       | Kilogram                    | Kars       | Kalle                   | Kalle    | Karol                     | Karel                                       | Kilogramo                      |
| L         | Louis                       | Léopold                     | Louise                      | Louis                       | Livorno                     | Lodewijk                    | Leopold                     | Lüleburgaz | Ludvig                  | Lauri    | Ludwik                    | L Ludvík L Lubochna                         | Legendo                        |
| Ł         | –                           | –                           | –                           | –                           | –                           | –                           | –                           | –          | –                       | –        | Łukasz                    | –                                           | –                              |
| M         | Marcel                      | Marie                       | Marie                       | Marie                       | Milano                      | Marie                       | Maria                       | Muş        | Martin                  | Matti    | Marian                    | Marie                                       | Maŝino                         |
| N         | Nicolas                     | Napoléon                    | Nicolas                     | Nicolas                     | Napoli                      | Nico                        | Napoleon                    | Niğde      | Niklas                  | Niilo    | Nikodem                   | N Neruda N Norbert Ň N s háčkem (Nina)      | Naturo                         |
| Ń         |                             |                             |                             |                             |                             |                             |                             |            |                         |          | Koń                       |                                             |                                |
| O         | Oscar                       | Oscar                       | Olga                        | Olivier                     | Otranto                     | Otto                        | Oscar                       | Ordu       | Olof                    | Otto     | Olga                      | O Oto Ó O s čárkou (dlouhé O)               | Omnibuso                       |
| Ó         | –                           | –                           | –                           | –                           | –                           | –                           | –                           | –          | –                       | –        | O kreskowane              | –                                           | –                              |
| Ö         | –                           | –                           | –                           | –                           | –                           | –                           | –                           | Ödemiş     | Östen                   | Öljy     | –                         | –                                           | –                              |
| P         | Pierre                      | Piano                       | Paul                        | Pierre                      | Pisa                        | Pieter                      | Piano                       | Polatlı    | Petter                  | Paavo    | Paweł                     | Petr                                        | Papero                         |
| Q         | Quintal                     | Quiévrain                   | Quittance                   | Québec                      | Quadro                      | Quotiënt                    | Quotiënt                    | -          | Qvintus                 | Kuu      | Quantum                   | Quido                                       | (Kuo)                          |
| R         | Raoul                       | Robert                      | Robert                      | Robert                      | Roma                        | Rudolf                      | Robert                      | Rize       | Robert                  | Risto    | Roman                     | R Rudolf Ř Řehoř                            | Rekordo                        |
| S         | Suzanne                     | Simon                       | Suzanne                     | Samuel                      | Savona                      | Simon                       | Sofie                       | Sinop      | Sigurd                  | Sakari   | Stefan                    | S Svatopluk Š Šimon                         | S Salato Ŝ Ŝilingo             |
| Ş         | –                           | –                           | –                           | –                           | –                           | –                           | –                           | Şırnak     | –                       | –        | –                         | –                                           | –                              |
| Ś         |                             |                             |                             |                             |                             |                             |                             |            |                         |          | Światowid                 |                                             |                                |
| T         | Thérèse                     | Téléphone                   | Thérèse                     | Thomas                      | Torino                      | Teunis                      | Telefoon                    | Tokat      | Tore                    | Tyyne    | Tadeusz                   | T Tomáš Ť Těšnov                            | Triumfo                        |
| U         | Ursule                      | Ursule                      | Ulysse                      | Ursule                      | Udine                       | Utrecht                     | Ursula                      | Uşak       | Urban                   | Urho     | Urszula                   | U Urban Ú U s čárkou Ů U s kroužkem         | U Universo Ŭ Universo-hoko     |
| Ü         | –                           | –                           | –                           | –                           | –                           | –                           | –                           | Ünye       | –                       | Übel     | –                         | –                                           | –                              |
| V         | Victor                      | Victor                      | Victor                      | Victor                      | Venezia                     | Victor                      | Victor                      | Van        | Viktor                  | Vihtori  | Violetta                  | Václav                                      | Vulkano                        |
| W         | William                     | Waterloo                    | William                     | William                     | Vu Doppia                   | Willem                      | Waterloo                    | duble V    | Wilhelm                 | Wiski    | Walenty                   | Dvojité V                                   | (Germana vo)                   |
| X         | Xavier                      | Xantippe                    | Xavier                      | Xavier                      | Xilofono                    | Xanthippe                   | Xavier                      | -          | Xerxes                  | Äksä     | Xawery                    | Xaver                                       | (Ikso)                         |
| Y         | Yvonne                      | Yvonne                      | Yvonne                      | Yvonne                      | Ipsilon                     | Ypsilon                     | Yvonne                      | Yozgat     | Yngve                   | Yrjö     | Ypsylon                   | Y Ypsilon Ý Y s čárkou [dlouhé (tvrdé) Y]   | (Ipsilono/I greka)             |
| IJ        | –                           | –                           | –                           | –                           | –                           | IJmuiden                    | –                           | –          | –                       | –        | –                         | –                                           | –                              |
| Z         | Zoé                         | Zéro                        | Zurich                      | Zoé                         | Zara                        | Zaandam                     | Zola                        | Zonguldak  | Zäta                    | Tseta    | Zygmunt                   | Z Zuzana Ž Žofie                            | Zinko                          |
| Å         | –                           | –                           | –                           | –                           | –                           | –                           | –                           | –          | Åke                     | Åke      | –                         | –                                           | –                              |

### Griechische Buchstabiertafel
| Buchstabe                            | Kriegsmarine, Heer, Polizei und Funkamateure                                              | Handelsmarine |
| ------------------------------------ | ----------------------------------------------------------------------------------------- | --- |
| Άλφα [ˈalfa]                         | αστήρ [as'tir] altgriechisch und Katharevousa „Stern“                                     | Αθανάσιος [aθa'nasios] Athanasios, männlicher griechischer Vorname („der dem Unsterblichen Zugehörige“)                       |
| Βήτα ['vita]                         | Βύρων ['viron] männlicher griechischer Vorname nach dem Familiennamen von Lord Byron      | Βασίλειος [va'silios] Basileios, männlicher griechischer Vorname („der Königliche“)                                           |
| Γάμμα [ˈɣama]                        | γαλή [ɣa'li] griechischer Name des Ichneumon (Raubtierart)                                | Γεώργιος [ʝe'orʝios] Georgios, männlicher griechischer Vorname („der zum Landwirt, Bauern Gehörige“)                          |
| Δέλτα [ˈðelta]                       | δόξα [ˈðoksa] altgriechisch „Meinung, Ruhm“                                               | Δημήτριος [ði'mitrios] Dimitrios, männlicher griechischer Vorname („der zu Demeter Gehörige“)                                 |
| Έψιλον ['epsilon]                    | Ερμής [er'mis] Hermes, mythischer Götterbote                                              | Ελένη [e'leni] Helena, weiblicher griechischer Vorname                                                                        |
| Ζήτα [ˈzita]                         | Ζευς [zefs] Zeus, höchster der Götter                                                     | Ζηνοβία [zino'via] Zenobia, römische Herrscherin Palmyras                                                                     |
| Ήτα [ˈita]                           | Ηρώ [i'ro] Hero, mythische Aphroditepriesterin am Hellespont                              | Ηρακλής [ira'klis] Herakles, Held der griechischen Mythologie („der sich an Hera Ruhm erwarb“)                                |
| Θήτα [ˈθita]                         | θέα ['θea] oder θεά [θe'a] griechisch „Aussicht“ bzw. „Göttin“                            | Θεόδωρος [θe'oðoros] Theodoros, männlicher griechischer Vorname („Geschenk Gottes“)                                           |
| Ιώτα [iˈota] oder Γιώτα [ˈʝota]      | ίσκιος ['iskios] griechisch „Schatten“                                                    | Ιωάννης [io'anis] griechische Form des männlichen hebräischen Vornamens Johannes („Gott ist gnädig“)                          |
| Κάππα oder Κάπα ['kapa]              | κενόν [ke'non] griechisch „Leere, Lücke, Vakuum“                                          | Κωνσταντίνος [konstan'dinos] Konstantinos, männlicher lateinisch-griechischer Vorname („der zum Standhaften Gehörige“)        |
| Λάμδα [ˈlamða] oder Λάμβδα [ˈlamvða] | λάμα ['lama] griechisch „Lama“                                                            | Λεωνίδας [leo'niðas] Leonidas, männlicher griechischer Vorname („der Löwengleiche“)                                           |
| Μυ oder Μι [mi]                      | μέλι ['meli] griechisch „Honig“                                                           | Μενέλαος [me'nelaos] Menelaos, mythischer griechischer Königsname („der Volksführer“)                                         |
| Νυ oder Νι [ni]                      | ναός [na'os] griechisch „Tempel“                                                          | Νικόλαος [ni'kolaos] Nikolaos, männlicher griechischer Vorname („Sieger des Volkes“)                                          |
| Ξι oder Ξει [ksi]                    | Ξέρξης ['kserksis] Xerxes, altpersischer Königsname                                       | Ξενοφών [kseno'fon] Xenophon, altgriechischer Politiker, Feldherr und Schriftsteller                                          |
| ['omikron]                           | οσμή [ozˈmi] griechisch „Geruch“                                                          | Οδυσσεύς [oði'sefs] Odysseus, Held der griechischen Mythologie                                                                |
| Πι [pi]                              | Πέτρος ['petros] Petros, männlicher griechischer Vorname („Fels“)                         | Παναγιώτης [pana'ʝotis] Panagiotis, männlicher griechischer Vorname („der der Allerheiligen [= der Gottesmutter] Zugehörige“) |
| Ρο [ro]                              | Ρήγας ['riɣas] Vorname des griechischen Freiheitskämpfers Rigas Velestinlis               | Ρωξάνη [ro'ksani] Roxane, persischer Vorname der ersten Frau Alexanders des Großen („die Morgenröte, die Strahlende“)         |
| Σίγμα ['siɣma]                       | σοφός [so'fos] griechisch „der Weise“                                                     | Σωτήριος [so'tirios] Sotirios, männlicher griechischer Vorname („der dem Erlöser Zugehörige“)                                 |
| Ταυ [taf]                            | τίγρης ['tiɣris] griechisch „Tiger“                                                       | Τιμολέων [timo'leon] Timoleon, griechischer Politiker und Heerführer                                                          |
| Ύψιλον ['ipsilon]                    | ύμνος ['imnos] griechisch „Hymne“                                                         | 'Υψηλάντης [ipsi'landis] Ypsilantis, Familienname einer Phanariotenfamilie                                                    |
| Φι [fi]                              | Φωφώ [fo'fo] Kurzform des weiblichen griechischen Vornamens Fotini („die Hellstrahlende“) | Φώτιος ['fotios] Photios, männlicher griechischer Vorname („der Hellstrahlende“)                                              |
| Χι [çi]                              | χαρά [xa'ra] griechisch „Freude“                                                          | Χαράλαμπος [xa'ralambos] Charalampos, männlicher griechischer Vorname („der Freudestrahlende“)                                |
| Ψι [psi]                             | ψυχή [psi'çi] griechisch „Atem, Hauch, Seele, Psyche“ (auch mythische Königstochter)      | ψάλτης ['psaltis] griechisch „Psalmodist, Kirchensänger“                                                                      |
| Ωμέγα [o'meɣa]                       | ωμέγα [o'meɣa] Omega, 24. Buchstabe des griechischen Alphabets                            | ωμέγα [o'meɣa] Omega, 24. Buchstabe des griechischen Alphabets                                                                |

Historisch/praktisch scheint im Amateurfunk das Buchstabieralphabet der Handelsmarine (rechte Spalte) verwendet worden zu sein bzw. zu werden, die Amateurfunkverordnung von 2011 verweist jedoch auf das Alphabet der linken Spalte.

### Russische Buchstabiertafel
Dargestellt ist die offizielle russische Buchstabierung, die insbesondere auch im Amateurfunk am weitesten verbreitet ist.
| Kyrillischer Buchstabe | deutsche Transkription | Offizielle Buchstabierung              | Varianten           | historische Varianten                 |
| ---------------------- | ---------------------- | -------------------------------------- | ------------------- | ------------------------------------- |
| А                      | a                      | Anna (А́нна)                            | Anton (Анто́н)       | Alexej (Алексей)                      |
| Б                      | b                      | Boris (Бори́с)                          |                     |                                       |
| В                      | v, w                   | Wassili (Васи́лий)                      | Wladimir (Владимир) |                                       |
| Г                      | g                      | Grigori (Григо́рий)                     | Galina (Гали́на)     |                                       |
| Д                      | d                      | Dimitri (Дми́трий)                      |                     |                                       |
| Е                      | je                     | Jelena (Еле́на)                         |                     |                                       |
| Ё                      | jo                     | Jelena (wie Е buchstabiert)            | jolka (ёлка)        |                                       |
| Ж                      | sch (weich), ž         | Schenja (Же́ня)                         | Schuk (жук)         |                                       |
| З                      | weiches s (englisch z) | Sinaida (Зинаи́да)                      | Soja (Зо́я)          |                                       |
| И                      | i                      | Iwan (Ива́н)                            |                     |                                       |
| Й                      | j, y                   | Iwan kratki (Ива́н кра́ткий)             | Jot (йот)           |                                       |
| К                      | k                      | Konstantin (Константи́н)                | kilowatt (килова́тт) | kilowatt (киловатт)                   |
| Л                      | l                      | Leonid (Леони́д)                        |                     |                                       |
| М                      | m                      | Michail (Михаи́л)                       | Marija (Мари́я)      | Marija (Мария)                        |
| Н                      | n                      | Nikolaj (Никола́й)                      |                     |                                       |
| О                      | o                      | Olga (О́льга)                           |                     |                                       |
| П                      | p                      | Pawel (Павел)                          | polip (поли́п)       |                                       |
| Р                      | r                      | Roman (Роман)                          | radio (ра́дио)       |                                       |
| С                      | hartes s               | Semjon (Семён)                         | Sergei (Серге́й)     | Sergei (Сергей)                       |
| Т                      | t                      | Tatjana (Татья́на)                      | Tamara (Тама́ра)     |                                       |
| У                      | u                      | Uljana (Улья́на)                        |                     |                                       |
| Ф                      | f                      | Fjodor (Фёдор)                         |                     |                                       |
| Х                      | ch (hart)              | Chariton (Харито́н)                     |                     |                                       |
| Ц                      | z, c                   | zaplja (ца́пля)                         | zentr (центр)       |                                       |
| Ч                      | tsch                   | tschelowek (челове́к), tschajka (чайка) |                     |                                       |
| Ш                      | sch (weich)            | Schura (Шу́ра)                          |                     |                                       |
| Щ                      | schtsch                | schtschuka (щу́ка)                      |                     |                                       |
| Ъ                      |                        | twjordy snak (твёрдый знак)            |                     |                                       |
| Ы                      | i, y, ü                | jery (еры́)                             | igrek (и́грек)       |                                       |
| Ь                      |                        | mjagki snak (мя́гкий знак)              | snak (знак)         | mjagki snak (iks) (мягкий знак [икс]) |
| Э                      | e                      | echo (э́хо)                             | Emma (Э́мма)         | Emilija (Эмилия)                      |
| Ю                      | ju                     | Juri (Ю́рий)                            |                     |                                       |
| Я                      | ja                     | Jakow (Я́ков)                           |                     |                                       |

### Japanische Buchstabiertafel
Im Japanischen existieren drei Schriftsysteme, die parallel benutzt werden: Die beiden Silbenalphabete Katakana und Hiragana (zusammenfassend als Kana bezeichnet), sowie die Kanji. Während die Lesung der Kana eindeutig ist, sind für die dem Chinesischen entlehnten Kanji unter Umständen mehrere Lesarten möglich, die On-Lesung nach der Lautung oder aber die Kun-Lesung nach der Bedeutung.
Um die eventuelle Uneindeutigkeit durch die verschiedenen Lesarten zu beseitigen, ist es unter Umständen notwendig, das gemeinte Kanji genauer zu beschreiben. Dies geschieht, indem ein bekanntes und eindeutiges Wort genannt wird, in dem das Zeichen vorkommt. In vielen Fällen ist es bereits möglich, das Zeichen mit der Kun-Lesung eindeutig zu beschreiben, so dass oft diese genannt wird. In einigen Fällen kann auch der grafische Aufbau näher beschrieben werden: Nagoya no na bedeutet beispielsweise „na aus Nagoya“. Falls stimmhafte Silben wie za buchstabiert werden müssen, wird zuerst die Grundsilbe (sa), gefolgt von einem … ni dakuten („Dakuten an …“) genannt.
| Zeichen | Buchstabierung            | Zeichen | Buchstabierung          | Zeichen | Buchstabierung                | Zeichen | Buchstabierung                  | Zeichen | Buchstabierung             |
| ------- | ------------------------- | ------- | ----------------------- | ------- | ----------------------------- | ------- | ------------------------------- | ------- | -------------------------- |
| ア      | 朝日のア Asahi no a       | イ      | いろはのイ Iroha no i   | ウ      | 上野のウ Ueno no u            | エ      | 英語のエ Eigo no e              | オ      | 大阪のオ Ōsaka no o        |
| カ      | 為替のカ Kawase no ka     | キ      | 切手のキ Kitte no ki    | ク      | クラブのク Kurabu no ku       | ケ      | 景色のケ Keshiki no ke          | コ      | 子供のコ Kodomo no ko      |
| サ      | 桜のサ Sakura no sa       | シ      | 新聞のシ Shinbun no shi | ス      | すずめのス Suzume no su       | セ      | 世界のセ Sekai no se            | ソ      | そろばんのソ Soroban no so |
| タ      | 煙草のタ Tabako no ta     | チ      | 千鳥のチ Chidori no chi | ツ      | つるかめのツ Tsurukame no tsu | テ      | 手紙のテ Tegami no te           | ト      | 東京のト Tōkyō no to       |
| ナ      | 名古屋のナ Nagoya no na   | ニ      | 日本のニ Nippon no ni   | ヌ      | 沼津のヌ Numazu no nu         | ネ      | ねずみのネ Nezumi no ne         | ノ      | 野原のノ Nohara no no      |
| ハ      | はがきのハ Hagaki no ha   | ヒ      | 飛行機のヒ Hikōki no hi | フ      | 富士山のフ Fujisan no fu      | ヘ      | 平和のヘ Heiwa no he            | ホ      | 保険のホ Hoken no ho       |
| マ      | マッチのマ Matchi no ma   | ミ      | 三笠のミ Mikasa no mi   | ム      | 無線のム Musen no mu          | メ      | 明治のメ Meiji no me            | モ      | もみじのモ Momiji no mo    |
| ヤ      | 大和のヤ Yamato no ya     |         |                         | ユ      | 弓矢のユ Yumiya no yu         |         |                                 | ヨ      | 吉野のヨ Yoshino no yo     |
| ラ      | ラジオのラ Rajio no ra    | リ      | りんごのリ Ringo no ri  | ル      | 留守居のル Rusui no ru        | レ      | れんげのレ Renge no re          | ロ      | ローマのロ Rōma no ro      |
| ワ      | わらびのワ Warabi no wa   | ヰ      | ゐどのヰ Ido no i (wi)  |         |                               | ヱ      | かぎのあるヱ Kagi no aru e (we) | ヲ      | 尾張のヲ Owari no o (wo)   |
| ン      | おしまいのン Oshimai no n | ゛      | 濁点 Dakuten            | ゜      | 半濁点 Handakuten             |         |                                 |         |                            |

Anmerkung: Im heutigen Japanisch sind die Silben wi, we und wo gleichlautend zu i, e und o. Die Wörter ido und Owari wurden allerdings früher mit wi und wo geschrieben. Kagi no aru e bedeutet „Das e mit dem Haken“, was bei einem direkten Vergleich zwischen dem normalen Katakana-e (エ) und dem Katakana-we (ヱ) deutlich wird. Oshimai no n bedeutet „Das n am Ende“, da das Konsonantenzeichen n nicht am Anfang eines Wortes stehen kann.